# Palazzo dei Diavoli (Siena)
Il Palazzo dei Diavoli è un edificio storico di Siena che si trova a nord-ovest del centro storico, al di fuori di Porta Camollia, tra viale Cavour e via Fiorentina.

## Storia e descrizione
Fu residenza della famiglia dei Turchi, come è riportato nell'iscrizione sull'ingresso principale Turcorum Palatium, poi dei Buonsignori. 
Ha assunto la sua più nota denominazione sulla base di due possibili interpretazioni: la versione popolare tratta di riti satanici, orge e messe nere, che si pensava vi si svolgessero, mentre quella storico-leggendaria è legata alla vittoria senese del 1526 che portò alla dispersione dell'esercito di papa Clemente VII e della Repubblica di Firenze, rivalsa che si disse ebbe luogo grazie all'intervento di forze sovrannaturali o diaboliche.  Si dice anche che nelle notti dello stesso anno si videro luci rosse passare velocemente nelle finestre, oppure si racconta che si sentissero urla di donne e, quando la gente andava a vedere che succedeva, vedevano corpi volare al cielo.
L'edificio ha oggi una forma singolare, in laterizi. La parte più antica della struttura risale al XIV secolo e fu poi sopraelevata e munita di torre cilindrica; nel 1460 fu ingrandito e dotato di cappella, dedicata a Santa Maria degli Angeli, oggi oratorio, su progetto non concordemente attribuito ad Antonio Federighi.

## Galleria d'immagini

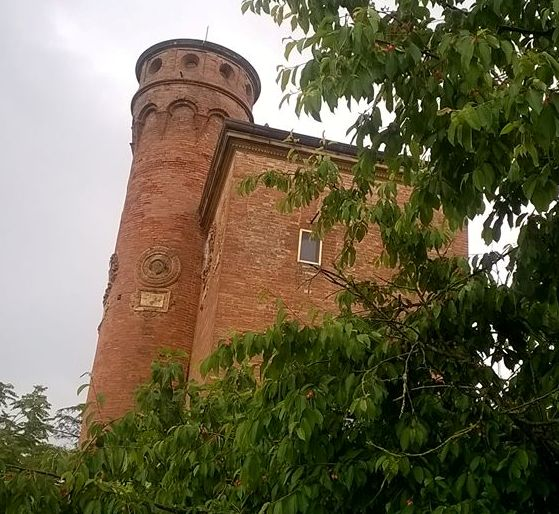
La torre cilindrica del Palazzo dei Diavoli
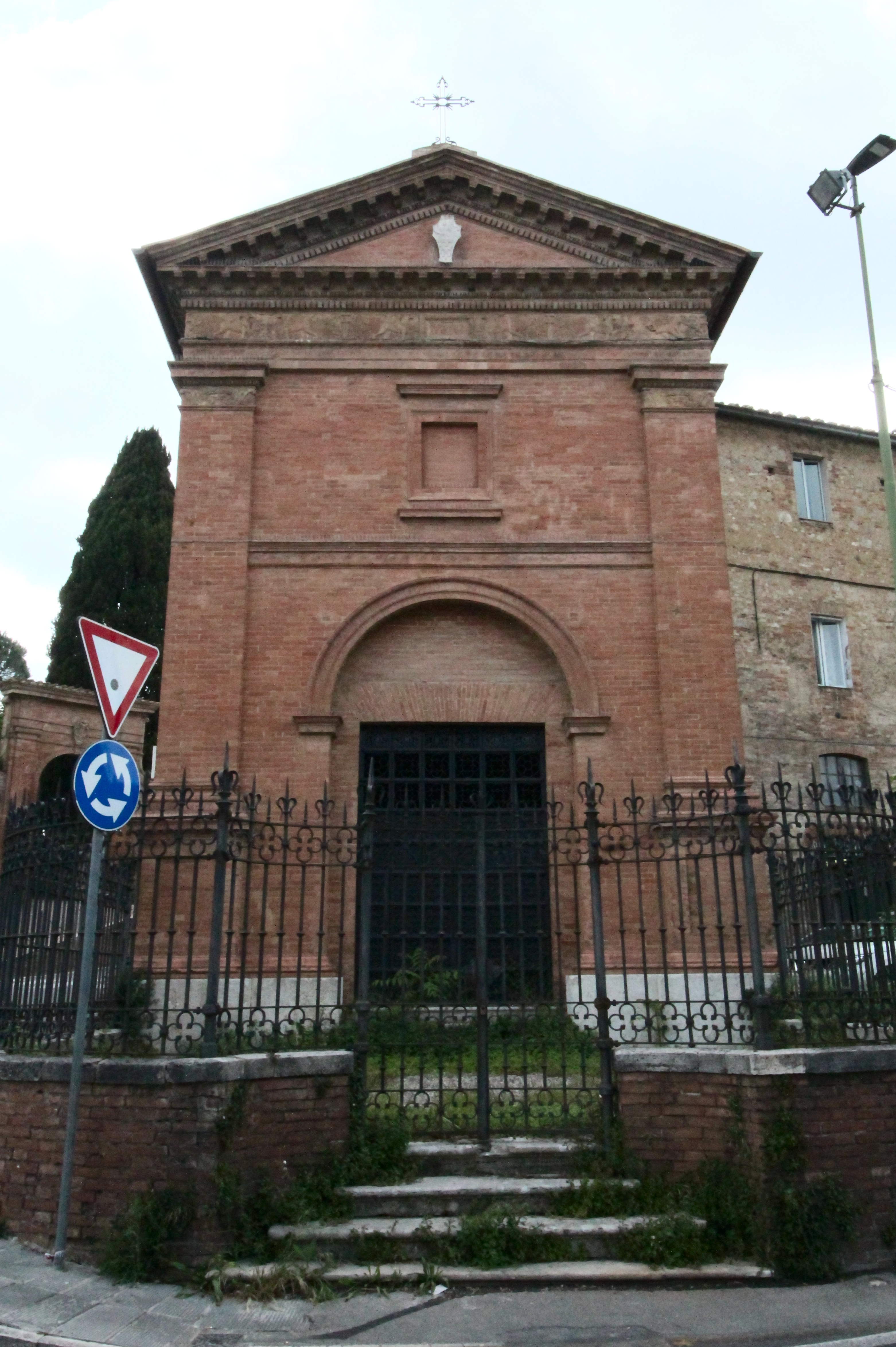
Facciata della Cappella Santa Maria degli Angeli